# 太平街历史文化街区

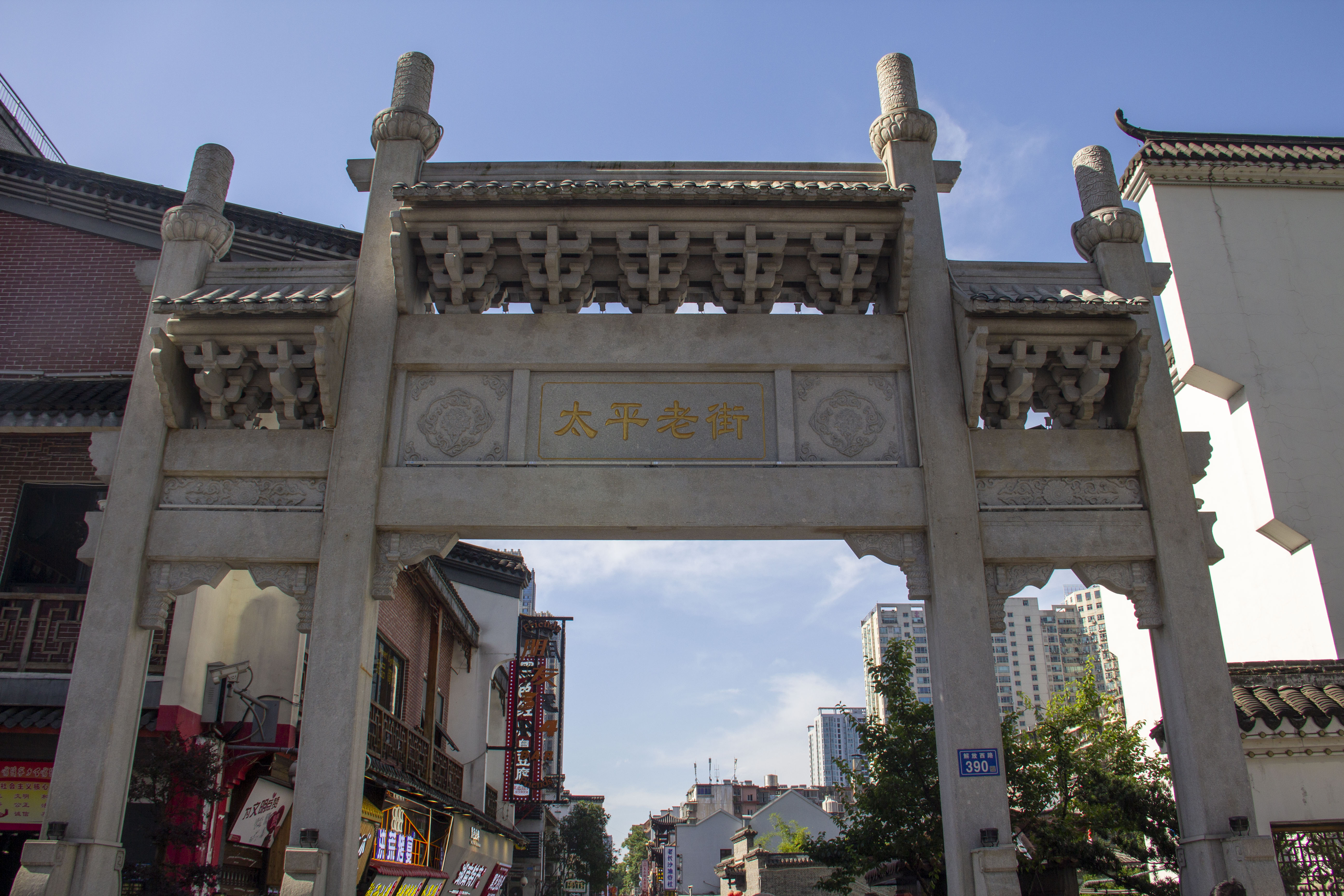
牌楼

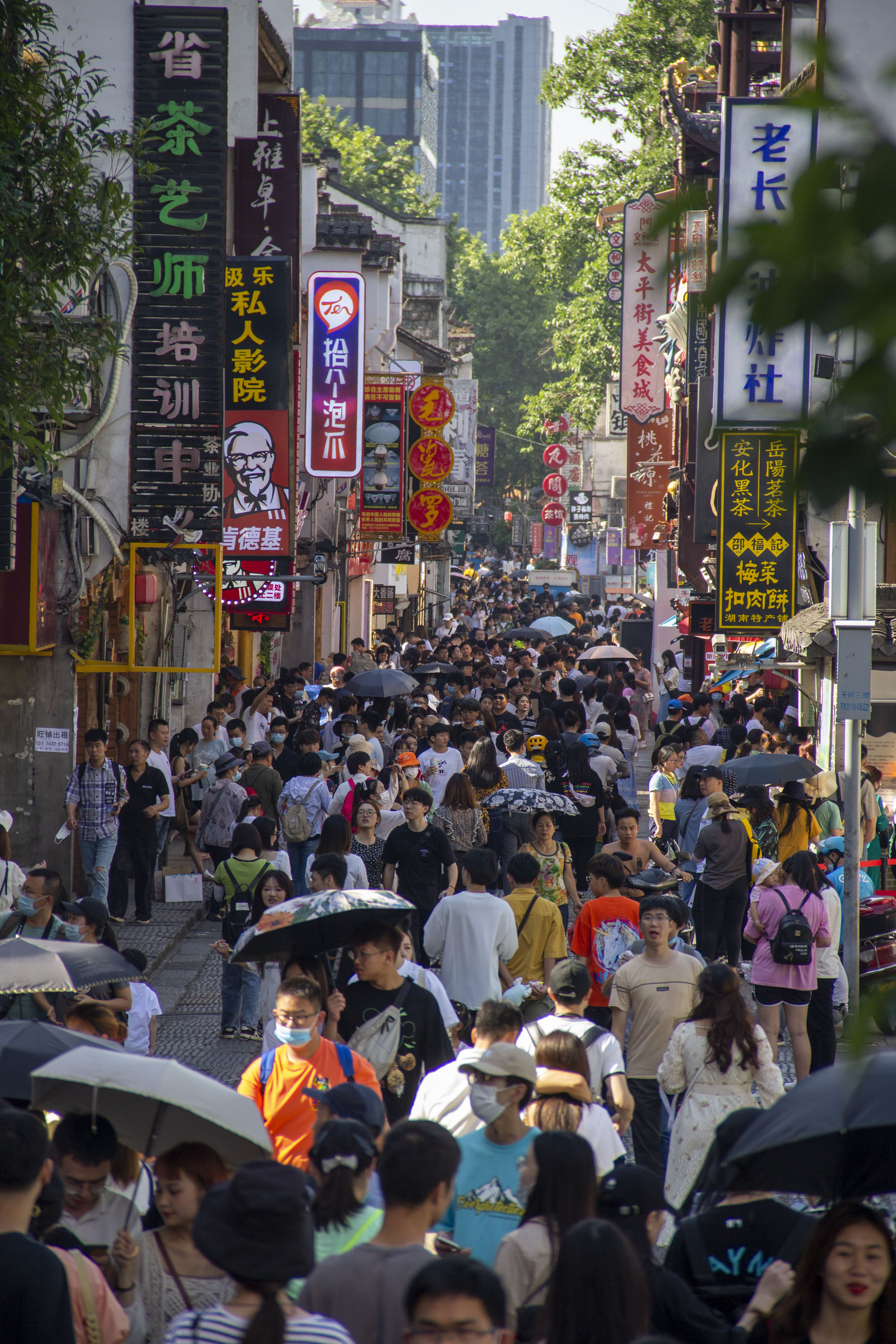
太平街的人流

太平街历史文化街区为湖南省长沙市湘江东岸天心区古城区，紧邻橘子洲大桥，位于解放路口到五一路口湘江东岸，南起解放西路，北至五一路，东起三行街和江宁里，西至卫国街。其中重点地段为沿太平街、西牌楼、马家巷、孚嘉巷、金线街、太傅里两侧的历史街区，用地面积5。33公顷。

## 太平街簡介
自战国时期长沙有城池开始，太平街就是长沙的核心地段，太平街自古为人文荟萃和商业繁华之地。清代地方政府为方便货物和居民出入城，在小西门和大西门之间新开一太平门，太平街由此得名。太平街是長沙僅存的四條麻石街之一（其餘三條分別爲潮宗街、化龍池、坡子街）。鱼骨状街区200年未变，全长375米，宽不过7米，占地面积约12.57公顷；交通十分便利。街巷骨架保留了清朝初年的格局，比较完整和真实的反映了清末民初的长沙风貌。主要历史遗迹有贾谊故居以及长怀井、金线街麻石路、明吉藩府西牌楼旧址、清朝鲁班庙遗址、辛亥革命共进会、四正社旧址、李富春故居、乾益升粮栈、利生盐号、洞庭春茶馆等。